# دانشگاه ویلیام پن
دانشگاه ویلیام پن یک دانشگاه خصوصی در اسکالوسا، آیووا است. این دانشگاه توسط اعضای انجمن مذهبی دوستان (کوئیکرها) در سال ۱۸۷۳ به عنوان کالج پن تأسیس شد. در سال ۱۹۳۳، نام آن به کالج ویلیام پن و در نهایت در سال ۲۰۰۰ به دانشگاه ویلیام پن تغییر یافت.
در سال ۱۹۹۵ «کالج برای بزرگسالان شاغل» ویلیام پن تأسیس شد که دانش آموزان بزرگسال را در یک برنامه عصرانه ثبت نام می‌کند. ویلیام پن توسط کمیسیون آموزش عالی و عضو انجمن مرکزی شمال تأیید شده‌است.

## تاریخ
کالج پن در ۲۴ سپتامبر ۱۸۷۳ افتتاح شد. نام کالج از کالج پن به کالج ویلیام پن در سال ۱۹۳۳ تغییر کرد و بحثی را در مورد اینکه آیا این مؤسسه به عنوان یک مؤسسه آموزشی متوقف شده بود یا نه، به وجود آمد. این موضوع یک بار و برای همیشه توسط دادگاه عالی آیووا حل و فصل شد و حکم داد که کالج پن به عنوان یک مؤسسه آموزشی متوقف نشده‌است. در سال ۲۰۰۰، نام دوباره از کالج ویلیام پن به دانشگاه ویلیام پن تغییر یافت.
در سال ۱۹۱۶، آتش‌سوزی محوطه اصلی دانشگاه را ویران کرد و رابرت ویلیامز، مدیر بازرگانی پن و هری اوکلی، دانشجوی سال اول، هنگامی که زنگ چهار تنی کالج به ساختمان اصلی برخورد کرد کشته شدند.